# Dogs (chanson de Pink Floyd)
Pour les articles homonymes, voir Dogs.
Pistes de Animals
Pigs on the Wing, pt. 1 Pigs (Three Different Ones)
Dogs est une chanson du groupe de rock progressif britannique Pink Floyd, parue sur l'album Animals, en 1977. Les « chiens » représentent les hommes d'affaires mégalomanes qui se détruisent eux-mêmes, ainsi que leur entourage, en étant obsédés par leurs egos et leurs carrières.
Le guitariste David Gilmour et le bassiste Roger Waters se partagent le chant : Gilmour chante la majeure partie des paroles, sauf les deux derniers couplets, chantés par Waters. Lors de la tournée In the Flesh de 1977, Gilmour chantait toute la chanson, sauf le dernier couplet, utilisait une guitare électrique et non une guitare acoustique, et interprétait un solo supplémentaire.
La chanson est apparue en concert lors de la tournée 1974 de Pink Floyd : elle s'appelait alors You Gotta Be Crazy et évoquait l'aliénation provoquée par la vie moderne. Les paroles connurent plusieurs versions successives avant d'atteindre leur état final. Avec Raving and Drooling (futur Sheep), elle devait paraître sur l'album précédent du groupe (Wish You Were Here), mais Waters préfère les mettre de côté et axer cet album sur le thème de l'absence. Finalement, ces deux chansons attendent 1977 pour être enregistrées.
La chanson est divisée en parties. La première contient les trois premiers couplets chantés par Gilmour, entrecoupées de solo de guitares avec un son brut, accompagnés de l'orgue de Wright, le jeu de batterie de Mason et la basse discrète de Waters. Après le troisième couplet et un solo guitare-orgue, la mélodie change pour un jeu solo de guitare mélodique accompagné du synthétiseur de Wright pendant une minute, constituant la deuxième partie. La troisième commence avec le duo guitare acoustique-piano électrique rejoints par le duo batterie-basse et un nouveau solo de guitare électrique, avant que Gilmour chante un nouveau couplet, se terminant par le mot "stone", qui est répété en boucle pendant longtemps sur la partie suivante, accompagnée des sonorités des synthés et des solos de claviers de Wright, ponctué par la grosse caisse de Mason et des aboiements "vocoderisés". 5 minutes plus tard, la grosse caisse laisse place aux guitares acoustiques pour la cinquième partie, qui reprend la mélodie de la première partie. Dans cette partie, c'est Waters qui chante deux nouveaux couplets, rejoints par la batterie et la basse, puis contient un nouveau solo de Gilmour, avant de reprendre la deuxième partie. Enfin, pour la dernière partie, le groupe interprète un final en mode hard rock avec Waters au chant, concluant la chanson.

## Personnel
Selon le livret inclus dans l'album ; 
- Roger Waters - basse, guitare électrique, chant, chœur, vocoder, effets sonores
- David Gilmour - chant, chœur, guitare acoustique, guitare électrique
- Rick Wright - Baby Grand piano Yamaha, piano électrique Fender Rhodes, Clavinet D6 Hohner, orgue Hammond, synthétiseur ARP, Vocoder Korg VC-10, Minimoog, ARP Solina String Ensemble, chœur
- Nick Mason - batterie

## Sources
- Rick Wright Équipement : http://sparebricks.fika.org/sbzine28/WrightGear-rev156.pdf

- (en) Cet article est partiellement ou en totalité issu de l’article de Wikipédia en anglais intitulé « Dogs (Pink Floyd song) » (voir la liste des auteurs).